# Dóra Dávid
Dóra Dávid (nascida a 14 de Março de 1985) é uma política húngara do Partido Tisza que foi eleita membro do Parlamento Europeu em 2024.

## Início da vida e carreira
Dávid nasceu em Pécs e vive em Londres desde os 16 anos. Formou-se no King's College London e na Universidade de Cambridge, e estudou alemão na Universidade de Heidelberg com uma bolsa Erasmus. Depois de estagiar e ser voluntária na Comissão Europeia e nas Nações Unidas, trabalhou como consultora jurídica do Jamie Oliver Group, StubHub e Meta.